# Fatimah Hashim
Fatimah Hashim (ur. 25 grudnia 1924 w Kampung Parit Keroma, zm. 9 stycznia 2010) – malezyjska polityczka. Pierwsza kobieta na stanowisku ministerskim w rządzie Malezji. Wspólnie ze swoim mężem, Abdul Kadir Yusuf, są jedynym małżeństwem w historii kraju, które było ministrami w tych samych rządach.

## Życiorys

### Młodość, edukacja i kariera zawodowa
Urodziła się 25 grudnia 1924 w Kampung Parit Keroma. Ukończyła szkołę podstawową w Sekolah Melayu Perempuan Mersing. Przez wiele lat pracowała jako nauczycielka. Specjalizowała się w nauce dorosłych osób niepiśmiennych.
W 1953 roku wyjechała wspólnie z mężem do Anglii, gdzie on kontynuował edukację. Do kraju wrócili w czerwcu 1955 roku. Pod koniec 1958 roku wyjechała z mężem do Kedah, gdzie został zatrudniony.

### Działalność polityczna
Swoją aktywność polityczną rozpoczęła w 1947 roku. W 1948 roku została mianowana członkinią zarządu oddziału Kaum Ibu Kampung Nong Chik w Johorze.
Od września 1956 do czerwca 1972 roku była przewodniczącą ruchu Umno Kaum Ibu, poprzednika Wanita UMNO. W 1959 roku nie udało jej się dostać do parlamentu. W trakcie protestów 13 maja w 1969 roku była przewodniczącą Women's Community oraz prezeską National Council of Malaysian Women's Organisations (NCWO). Była również współzałożycielką NCWO, któremu przewodniczyła do 1989 roku.
Z powodzeniem ubiegała się o mandat w wyborach generalnych w Malezji w 1969 roku z okręgu wyborczego obejmującego Jitrę. Mandat objęła 20 maja 1969. Została mianowana ministrą ds. opieki społecznej w rządzie Tunki Abdula Rahmana oraz w rządzie Tuna Abdula Razaka. Swoją kadencję rozpoczęła 20 maja 1969. Pełniła funkcję do 1 marca 1973. Była pierwszą kobietą na stanowisku ministerskim w historii kraju. W tym samym czasie jej mąż pełnił funkcję prokuratora generalnego kraju.

### Pozostała działalność
19 sierpnia 2009 roku została laureatką Merdeka Award, prestiżowej malezyjskiej nagrody, w kategorii edukacja i społeczność.

### Życie prywatne
Jej mężem był Abdul Kadir Yusuf, prokurator generalny oraz minister ds. prawa i rozwoju. Pobrali się 23 grudnia 1943 w trakcie japońskiej okupacji Malezji. Mieli szóstkę dzieci. Zmarła 10 stycznia 2010 roku. Została pochowana w Meczecie Narodowym obok swojego męża.